# Расследование обстоятельств гибели царской семьи

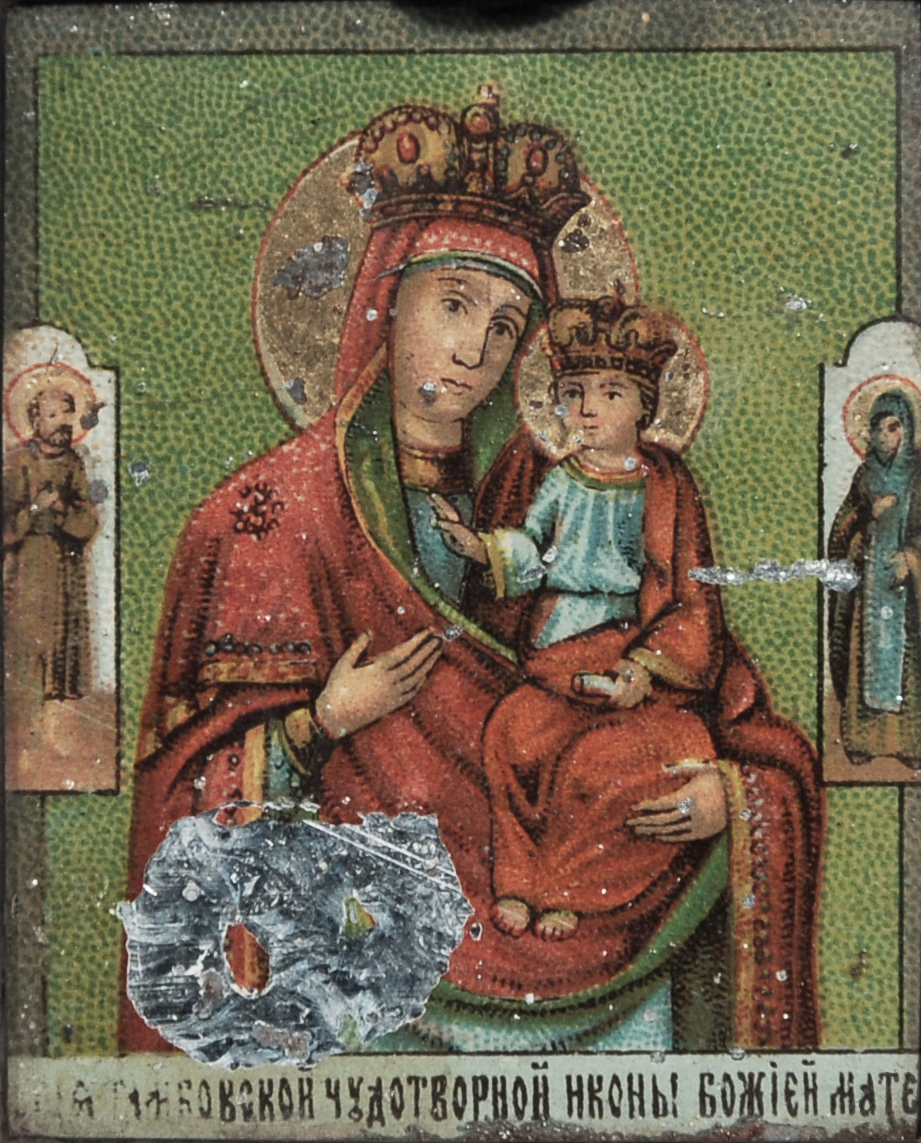
Икона «Пресвятая Богородица Тамбовская». Найдена следствием в 1919 году в доме Ипатьева. Свято-Троицкая Духовная Семинария, Джорданвилль, США

Расследование обстоятельств гибели императорской семьи — расследования, проводившиеся в ходе Гражданской войны в России органами власти Российского государства и официальными властями Российской Федерации после 1991 года, направленные на выяснение обстоятельств гибели последнего русского императора Николая II, членов его семьи и сопровождавших её лиц.

## Обстоятельства гибели и следствие
В ночь с 16 на 17 июля 1918 года семья отрекшегося российского императора Николая II и несколько человек свиты были расстреляны в Екатеринбурге во исполнение постановления исполкома Уральского областного Совета рабочих, крестьянских и солдатских депутатов, возглавлявшегося большевиками.
25 июля 1918 года, через восемь дней после расстрела царской семьи, Екатеринбург заняли части Белой армии и отряды Чехословацкого корпуса. В городе они обнаружили плакаты с извещением о расстреле Николая II: «Постановление Президиума Областного Совета рабочих, крестьянских и красноармейских депутатов Урала от 7/20 июля 1918 г. Ввиду того, что чехо-словацкие банды угрожают красной столице Урала — Екатеринбургу, ввиду того, что коронованный палач может избежать народного суда /раскрыт заговор белогвардейцев с целью похищения всей Романовской Семьи/, Президиум Областного совета, выполняя волю революции, постановил: бывшего Царя Николая Романова, виновного в бесчисленных кровавых преступлениях перед народом, расстрелять. В ночь с 16 на 17 июля постановление президиума Областного совета приведено в исполнение. Семья Романовых перевезена из Екатеринбурга в другое более безопасное место. Президиум Областного Совета рабочих, крестьянских и красноармейских депутатов Урала».
В Ипатьевском доме была обнаружена картина полного разрушения и поспешного бегства: во всех комнатах в беспорядке валялись вещи, предметы и вещицы домашнего туалета и обихода, частью испорченные, частью обгорелые; обрывки бумаг, писем, книг. Все было порвано, поломано и разбито. Комната нижнего этажа, где, предполагается, было совершено убийство, носила замытые следы красных пятен (впечатление крови) и многих пулевых пробоин.
К вечеру 25 июля по распоряжению начальника гарнизона дом был взят под охрану, посторонние были удалены. Военными властями был начат поиск исчезнувшей царской семьи.
30 июля началось расследование обстоятельств её гибели, которое первоначально вёл следователь по важнейшим делам Екатеринбургского окружного суда Алексей Намёткин, а с 12 августа — член Екатеринбургского окружного суда Иван Сергеев. С августа 1918 года к расследованию подключился начальник уголовного розыска Екатеринбурга Александр Кирста. 6 февраля 1919 года расследование было возложено на следователя по особо важным делам Омского окружного суда Николая Соколова. Именно благодаря его кропотливой работе стали впервые известны подробности расстрела и захоронения царской семьи. Расследование Соколов продолжал даже в эмиграции, вплоть до своей скоропостижной смерти. По материалам расследования им была написана книга «Убийство царской семьи», вышедшая на французском языке в Париже ещё при жизни автора, а после его смерти, в 1925 году, изданная на русском языке.
Летом 1979 года группа Александра Авдонина и Гелия Рябова, используя старые карты, информацию из книг, архивные материалы и воспоминания, обнаружила на Старой Коптяковской дороге под Свердловском групповое захоронение, которое, как они считали, являлось местом погребения царской семьи. Найденные останки, однако, закопали обратно.
В 1991 году в связи с заявлением Авдонина о том, что ему известно место захоронения царской семьи, прокуратурой Свердловской области были проведены раскопки в указанном им месте. В результате были обнаружены останки девяти человек.
19 августа 1993 года, в связи с обнаружением захоронения, по указанию Генерального прокурора Российской Федерации было возбуждено уголовное дело № 18/123666-93, в рамках которого расследовались обстоятельства гибели царской семьи. Расследование, которое вёл прокурор-криминалист Генеральной прокуратуры РФ Владимир Соловьёв, продолжалось до 1998 года. Найденные останки были идентифицированы как принадлежащие Николаю II, Александре Фёдоровне, их дочерям Ольге, Татьяне и Анастасии, а также лицам царской свиты, расстрелянным 17 июля 1918 года. Останки царевича Алексея и княжны Марии тогда найдены не были.
В июне 2007 года принято решение возобновить поиски на Старой Коптяковской дороге с целью обнаружить предполагаемое место второго захоронения останков членов императорской семьи. В июле неподалеку от места первого захоронения были обнаружены фрагменты останков двух человек, которые были переданы в Бюро судебно-медицинской экспертизы. 21 августа 2007 года Генеральная прокуратура России возобновила расследование по уголовному делу № 18/123666-93.
В 2008 году генетический анализ, проведённый экспертами в США, подтвердил, что обнаруженные в 2007 году под Екатеринбургом останки принадлежат детям Николая II. В июле 2008 года данную информацию официально подтвердил Следственный комитет при Прокуратуре РФ: обнаруженные останки принадлежат великой княжне Марии и цесаревичу Алексею.
В октябре 2011 года Владимир Соловьёв передал представителям дома Романовых постановление о прекращении расследования дела. В официальном заключении Следственного комитета России, оглашённом в октябре 2011 года, указывалось, что следствие не располагает документальными доказательствами причастности Владимира Ленина либо кого-то другого из высшего руководства большевиков к расстрелу царской семьи.
В сентябре 2015 года Следственный комитет России возобновил расследование по факту гибели царской семьи. 23 сентября следователи провели эксгумацию останков Романовых, захороненных в Петропавловской крепости, и изъяли образцы останков Николая II и Александры Фёдоровны.

## Предварительное следствие
Первый белый комендант Екатеринбурга полковник Николай Шереховский учредил офицерскую команду, которой было поручено разобраться с находками крестьян в районе Ганиной Ямы: разгребая недавние кострища, местные крестьяне нашли обгорелые вещи, среди которых был крест с драгоценными камнями. 27 июля 1918 года крестьянин Алферов принёс эти находки поручику Андрею Шереметьевскому, скрывавшемуся от красных вблизи деревни Коптяки, и тот сразу доложил о них коменданту. Поскольку, войдя в город, белые видели расклеенные по столбам объявления о казни императора Николая II, свидетельство поручика побудило их к действиям.

### Экспедиция в Ганину яму
«Офицеры Штаба Гарнизона, доложив о происшедшем начальнику гарнизона полковнику Шереховскому и получив от последнего разрешение, — немедленно приступили к организации поездки в д. Коптяки с целью производства на месте тщательного обследования кострищ и шахт, где предполагали, если убийство действительно совершено, найти останки умученной Державной Семьи, — писал в своём составленном 26 июля 1924 года в Данциге отчёте участник миссии, подполковник Генерального штаба Игорь Бафталовский. — Явочным порядком собралась группа в 12 человек офицеров в составе [далее автор указывает местонахождение офицеров на дату составления документа]:
1. Капитан И. А. Бафталовский /г. Данциг22/
2. Ротмистр Н. В. Бартенев /Мукден, Табачная фабрика/
3. Капитан Гершельман /в Америке/
4. Капитан М. Б. Дмитриев /убит в Сибири/
5. Капитан А. А. Дурасов /умер в Харбине/
6. Капитан Д. А. Малиновский /в Харбине/
7. Капитан Н. Н. Ивановский /в Нью-Йорке/
8. Капитан Р. М. Политковский /неизвестно/
9. Капитан Сумароков /в Харбине/
10. Капитан Г. В. Ярцов /Мукден. Табачная фабрика/
11. Капитан Ильин
12. Поручик Шереметьевский /не известно/».

30 июля 1918 года для расследования обстоятельств гибели царской семьи постановлением Екатеринбургского окружного суда был назначен следователь по важнейшим делам Алексей Намёткин. В тот же день команда офицеров под начальством гвардии капитана Дмитрия Малиновского выехала обследовать район Ганиной Ямы, взяв с собой следователя Намёткина, нескольких офицеров, врача наследника Владимир Деревенко и камердинера Николая II Терентия Чемодурова. Комиссия Малиновского осмотрела две шахты заброшенного рудника. Обследуя глубину первой шахты, Бафталовский обнаружил под слоем воды пласт льда на всю площадь шахты, под которым опять находилась вода. Вторая шахта была в таком же состоянии. Это заставило отвергнуть предположение, что тела убитых были сброшены в шахту.
Осмотр кострищ позволил извлечь из них драгоценности, принадлежавшие членам семьи предметы, обрывки одежды, однако ни остатков костей, ни зубов на кострищах обнаружено не было. Вслед за эти была тщательно обследована окружающая местность в границах, оцепленных красными заставами с 17 по 19 июля, однако вся она была в своём естественном, нетронутом виде и не носила ни малейших следов и признаков пребывания людей. Сомнительные места подвергались раскапыванию, но без результата. После этого все члены комиссии единогласно пришли к выводу, что «в районе „Ганиной Ямы“ была симуляция убийства, о чём и было занесено в протокол, подписанный всеми присутствующими».

### Осмотр дома Ипатьева
Намёткин произвёл осмотр дома Ипатьева 2, 5, 6, 7, 8 августа. 3 августа он допросил в качестве свидетелей крестьян деревни Коптяки М. Д. Алферова и М. И. Бабинова, а также поручика Шереметьевского:135. Однако следствие Намёткин вёл довольно вяло, и решением общего собрания Екатеринбургского суда он был освобождён от производства дела.
12 августа 1918 года расследование было поручено вести члену Екатеринбургского окружного суда Ивану Сергееву, который ещё раз осмотрел дом Ипатьева, в том числе впервые и полуподвальную комнату, где была расстреляна царская семья, собрал и описал вещественные доказательства, найденные в «Доме особого назначения» и на руднике.
В переданных Иваном Сергеевым 22 января 1919 года генералу Михаилу Дитерихсу, назначенному для надзора за расследованием дела, описях материалов следствия в числе прочего значится дневник сына Николая II Алексея, найденный у бывшего охранника красноармейца Летемина:117; у него же была обнаружена собака Алексея, спаниель Джой.

### Свидетельские показания
2 августа 1918 года в Екатеринбурге был арестован бывший председатель революционного трибунала солдат Самоквасов, которому, выведя его на глухую окраину города, капитан Бафталовский устроил допрос как видному большевистскому деятелю. На вопрос об участи царской семьи он ответил «как перед Богом»: царская семья жива. «Их переодели в простые крестьянские платья и увезли под Пермь» всех, кроме государя, участь которого свидетелю была неизвестна".
Лично участвовавший в расстреле рабочий Сысертского завода Павел Медведев 11 февраля 1919 года был арестован агентом белогвардейского уголовного розыска С. И. Алексеевым в Перми. В феврале 1919 года Медведев был допрошен арестовавшим его Алексеевым:166, а затем — следователем Иваном Сергеевым:156. Показания Павла Медведева содержатся в материалах Николая Соколова, однако сам Соколов его не допросил, так как Медведев умер в тюрьме 12 марта 1919 года. Сам П. С. Медведев утверждал, что в расстреле не участвовал, однако белогвардейское следствие посчитало эти слова ложью:159—160. В частности, бывший охранник дома Ипатьева рабочий Сысертского завода Проскуряков показал, что Медведев сам заявил ему, «что он выпустил пули 2—3 в Государя и в других лиц, кого они расстреливали». Также Проскуряков уточняет, что это было в ночь со вторника на среду.

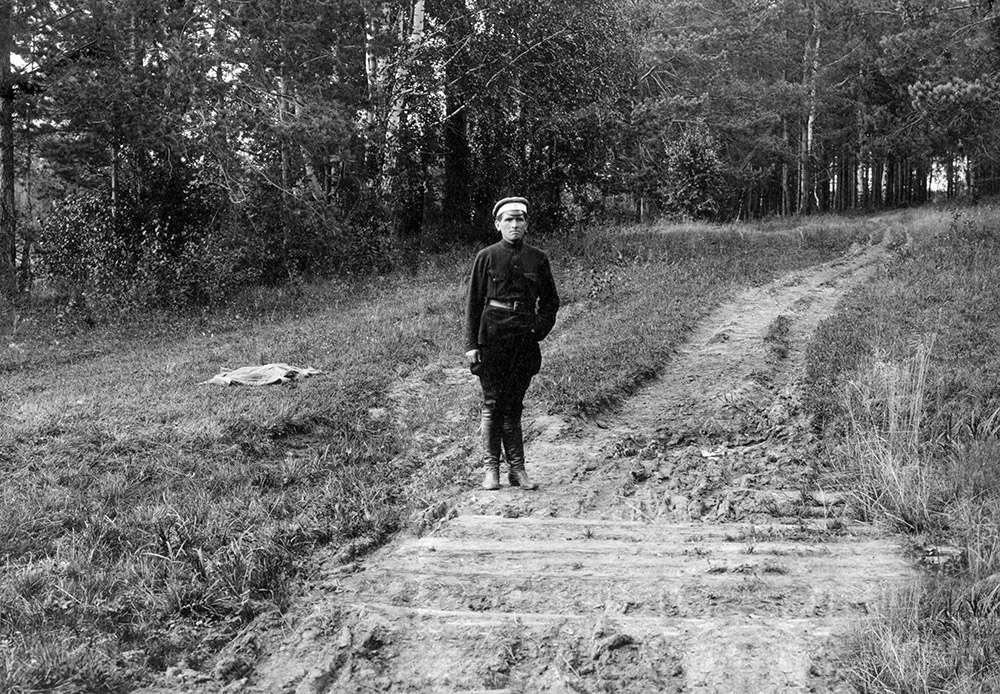
Пётр Ермаков, вернувшийся в 1920-х годах на место захоронения царской семьи. На тыльной стороне фотографии им написано: «Я стою на могиле Царя»

В ходе следствия были допрошены четверо охранников дома Ипатьева. Согласно их показаниям, расстрелом руководил Яков Юровский; трупы были вывезены в ночь расстрела Петром Ермаковым и одним неизвестным свидетелям членом ЧК на грузовике, который вёл шофёр С. И. Люханов; из прислуги в живых остался только мальчик Леонид Седнёв.

Согласно постановлению члена Екатеринбургского окружного суда Сергеева от 20 февраля 1919 года, 
…надлежит признать: 

 (…) Что б. император Николай II, б. императрица Александра Федоровна, наследник цесаревич, в. княжны Ольга, Татьяна, Мария и Анастасия Николаевны убиты одновременно, в одном помещении, многократными выстрелами из револьверов; 

 …Что тогда же и при тех же обстоятельствах убиты состоявший при царской семье лейб-медик Евгений Сергеевич Боткин, комнатная служанка Анна Демидова и слуги Харитонов и Трупп (…):156—160

## Расследование Кирсты
После ликвидации советской власти в Екатеринбурге начальником его уголовного розыска был назначен Александр Кирста, подключившийся к следствию уже с августа 1918 года. Как указывает исследователь Лев Сонин, следователю Кирсте удалось опросить нескольких ключевых свидетелей: бывшего охранника Дома Ипатьева Летемина и жену начальника караульной команды Медведеву. Оба свидетеля параллельно заявили о расстреле всей семьи, о чём Летемин узнал от пулемётчика Стрекотина, а Медведева — от своего мужа, который лично участвовал в расстреле.
Однако со временем Кирстой стали всё больше овладевать сомнения. Возможно, следователю казалось странным то, что, когда член Президиума Уралоблсовета Филипп Голощёкин объявил на митинге о расстреле Николая II и раздались возгласы: «Покажите тело!», он предпочёл уйти от этой темы. В Ганиной Яме самих трупов также обнаружено не было. Опрошенный Кирстой свидетель Самойлов заявил со слов своего соседа, охранника дома Ипатьева Варакушева, что «…Голощёкин всё врёт» и что царская семья была погружена в вагон.
В конце августа 1918 года поручик Шереметьевский перехватил записку, будто бы написанную следователем Кирстой, гласившую: «Дело принимает уголовный характер. Необходимо подкупить свидетелей». После этого Кирста был отстранён от следствия и арестован приказом начальника гарнизона генерал-лейтенанта Голицина, однако после отбытия генерала Голицина на фронт был освобождён по приказу чешского генерала Гайды. В декабре 1918 года генерал Анатолий Пепеляев занял Пермь, и Гайда откомандировал Кирсту в этот город с приказом проверить слухи о том, что царская семья якобы вывозилась в Пермь. 22 января 1919 года Кирста нашёл свидетеля Вишневского, показания которого, основанные на словах заключённого Грудина, в принципе подтверждали факт расстрела всей царской семьи.
Однако уже 10 февраля 1919 года следователем был найден свидетель доктор Уткин, утверждавший, что в конце сентября 1918 года он лечил больную, назвавшуюся «дочерью Государя Анастасией». Больная находилась в это время в ЧК «в доме Крестьянского поземельного банка на углу Петропавловской и Обвинской улиц», куда был вызван доктор Уткин для оказания медицинской помощи. При осмотре у женщины были обнаружены «кровяная опухоль в области правого глаза» и рассечение губы. Следователь нашёл больше десяти человек, показания которых подтверждали эту информацию.
8 марта Кирста допросил свидетельницу Наталью Мутных, заявившую, что якобы «семья б. Государя Николая II: его супруга и 4 дочери — из города Екатеринбурга были перевезены в Пермь и секретно ночью поселены в подвале дома Березина, где была мастерская. Из этого подвала одна из дочерей бежала в сентябре месяце, была поймана где-то за Камой и увезена в чрезвычайку». 2 апреля та же свидетельница дополнила свои показания подробностями о том, что якобы в Екатеринбурге были расстреляны только Николай с наследником, а Александра Фёдоровна с дочерьми были перевезены в Пермь, где великая княжна Анастасия бежала, но «была поймана за Камой, избита сильно красноармейцами и привезена в чрезвычайку, где лежала на кушетке за ширмой в кабинете Малкова. У постели её охраняла Ираида Юрганова-Баранова. Потом княжну отвезли в исправительное отделение за заставой. Умерла ли она от ран или её домучили — не знаю, но мне известно, что эту княжну похоронили в 1 час ночи недалеко от того места, где находятся бега-ипподром, причем большевики все это хранили в большой тайне. О похоронах я знаю по слухам».
Параллельно Кирста допрашивал других свидетелей, которые утверждали совсем другое. В частности, машинист Логинов со ссылкой на екатеринбургского чекиста Сахарова показал, что в Екатеринбурге была расстреляна вся семья, причём большевики якобы тянули жребий, кому застрелить Николая, и этот жребий якобы вытянул Ермаков.
Вскоре Кирсте было запрещено продолжать расследование. Ранее адмирал Колчак доверил руководство веде́нием дела об убийстве царской семьи генералу Дитерихсу. Дитерихс был убеждён, что вся семья Николая II погибла в Екатеринбурге, и не считал нужным серьёзно заниматься проверкой других версий. Веде́ние дела он поручил следователю Соколову, которому должны были быть переданы все материалы дела.

## Расследование Соколова

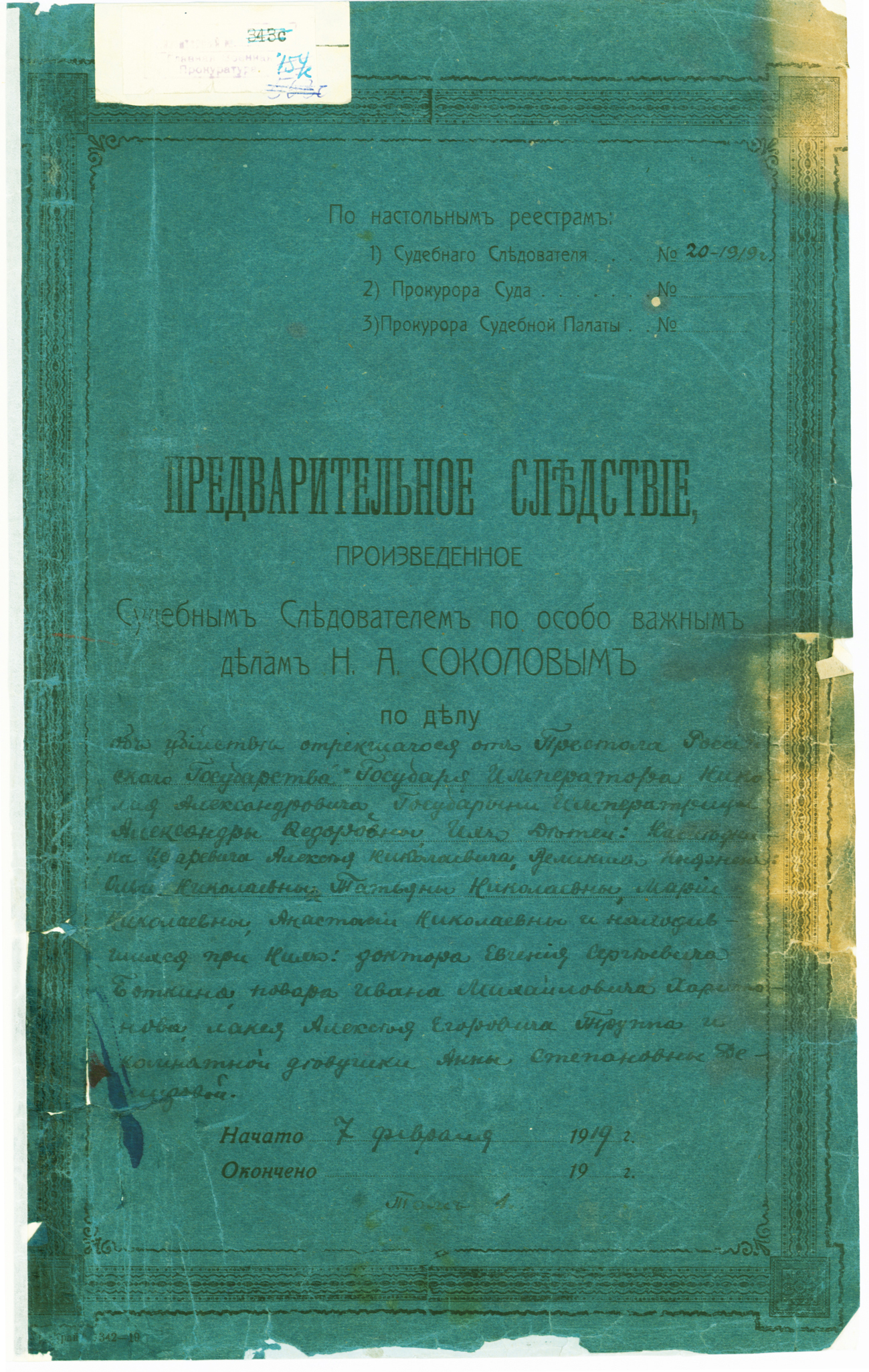
Том материалов предварительного следствия Николая Соколова об убийстве царской семьи. 1919. РГАСПИ

17 января 1919 года для надзора за расследованием дела об убийстве царской семьи Верховный правитель России адмирал Александр Колчак назначил главнокомандующего Западным фронтом генерал-лейтенанта Михаила Дитерихса. 26 января Дитерихс получил подлинные материалы следствия, проведённого Намёткиным и Сергеевым. Приказом от 6 февраля 1919 года расследование было возложено на следователя по особо важным делам Омского окружного суда Николая Соколова. 7 февраля Соколову в Омск были переданы от Дитерихса подлинное производство и вещественные доказательства по делу. С 8 марта по 11 июля 1919 года Соколов продолжил следственные действия в Екатеринбурге. Он кропотливо изучал документы и вещественные доказательства, провёл детальный осмотр дома Ипатьева (ранее дом осматривали Намёткин и Сергеев), причём осмотр дома Соколовым был затруднён тем обстоятельством, что в нём разместился штаб чешского генерала Гайды, проделал огромную работу по обследованию маршрута следования лиц, перевозивших трупы, осуществлял раскопки на месте первого захоронения тел (заброшенная шахта близ деревни Коптяки), опросил ряд свидетелей. В том числе были допрошены несколько бывших охранников Дома Ипатьева. На стене комнаты, где произошло убийство, была обнаружена следующая надпись:
Belsatzar [другой вариант прочтения: Beisatzar] ward in seibier [вариант: selbiger] Nacht

Von seinen Knechten umgebracht
— искажённая цитата из стихотворения Гейне, в котором в этой строфе сказано, что Валтасар был в эту ночь убит своими подданными.
Помимо следствия по делу об убийстве царской семьи, Соколову также были переданы материалы расследований гибели Михаила Александровича в Перми и великих князей в Алапаевске.
По приказу Дитерихса Соколов эвакуировался из Екатеринбурга 11 июля 1919 года и вывез все акты подлинных следственных производств вместе с вещественными доказательствами. Затем принимал участие в вывозе материалов в марте 1920 года из Харбина в Западную Европу и обеспечении их сохранности.
Именно благодаря кропотливой работе Соколова стали впервые известны подробности расстрела и захоронения царской семьи. Выводы следствия Соколова были изложены в книгах Роберта Вильтона и Дитерихса ещё до того, как сам Соколов опубликовал свою работу.

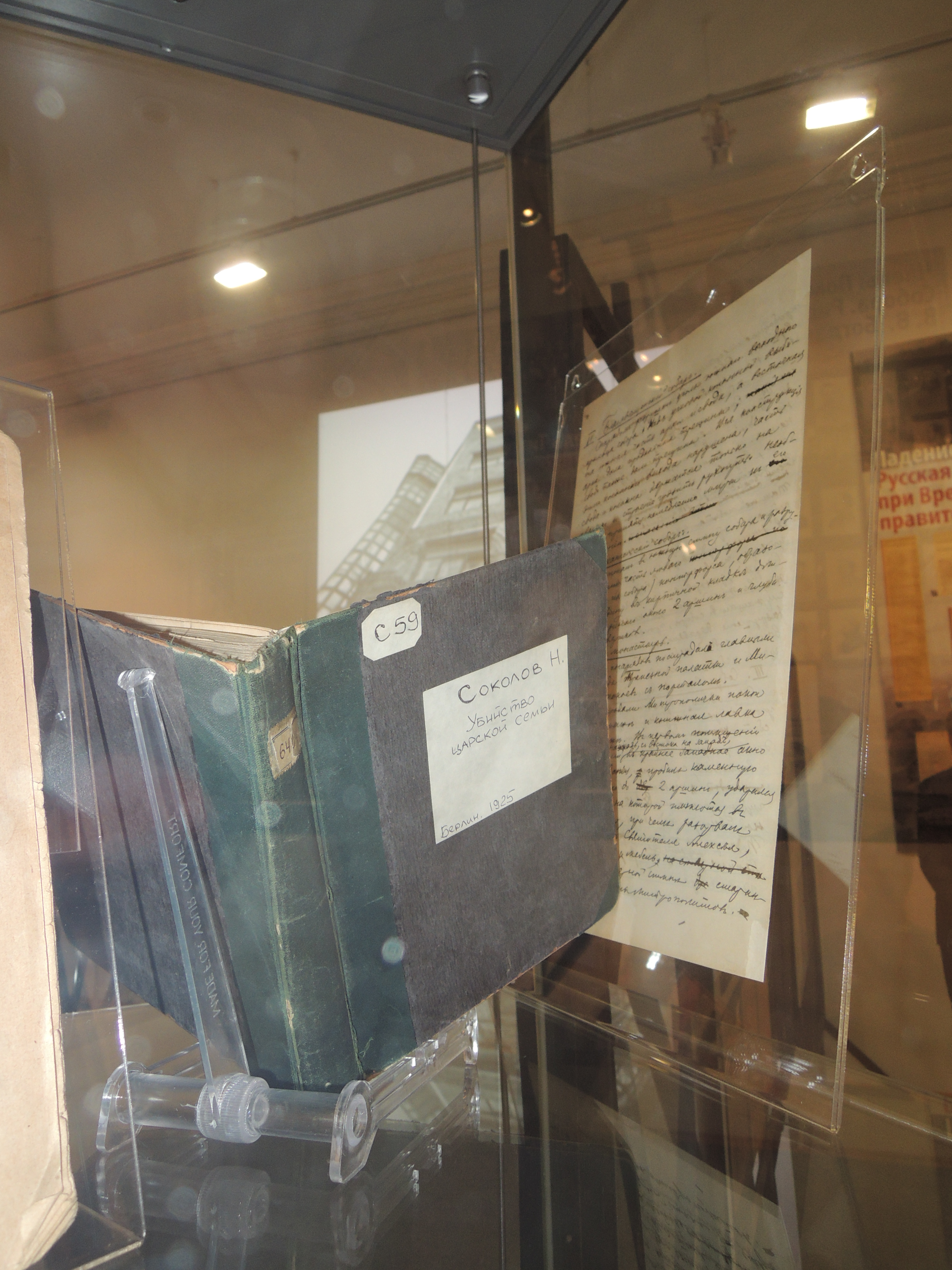
Издание книги Н. А. Соколова. 1925, Берлин

Соколов утверждал, что уже в эмиграции ему удалось расшифровать телеграмму за подписью Белобородова, изъятую на екатеринбургском почтамте, содержание которой резко противоречило официальной на тот момент версии Москвы о расстреле якобы только одного царя. Телеграмма гласила (орфография сохранена):

Передаите Свердлову, что все семеиство постигла та же участ/ь/, что и главу. Оффициал/ь/но семия погибнет при евакуации.
По мнению исследователя А. В. Синельникова, орфографические ошибки в тексте не являются проявлением безграмотности, а сделаны сознательно для ухудшения возможности дешифровки.
Соколов продолжал расследование и в эмиграции, вплоть до своей скоропостижной смерти. В этот период ему удалось провести допросы ряда свидетелей, в частности, Курта Рицлера:112, преемника убитого левыми эсерами в июле 1918 года германского посла графа Мирбаха. Рицлер передал Соколову копии документов о переговорах между Германией и Россией относительно царской семьи, которые велись как до, так и после 17 июля 1918 года.
По материалам расследования Соколов написал книгу «Убийство царской семьи», вышедшую на французском языке в Париже в 1924 году ещё при жизни автора под названием Enquête Judiciaire sur L’assassinat de la Familie Imperiale Russe («Следственные материалы об убийстве Российской императорской семьи») и уже после его смерти, в 1925 году, изданную на русском языке. Как пишет Л. А. Лыкова, Соколов начал писать книгу, вероятно, в 1922 году, после получения сборника «Рабочая революция на Урале», в котором была опубликована статья М. П. Быкова «Последние дни последнего царя»:12.
В 1997 году Правящий Князь Лихтенштейна Ханс-Адам II передал документы Соколова на государственное хранение в Российскую Федерацию в обмен на фамильные документы Княжеского дома Лихтенштейн, хранившиеся после Второй мировой войны в российском архиве:216—218.

### Версии уничтожения останков царской семьи

#### Версия Соколова

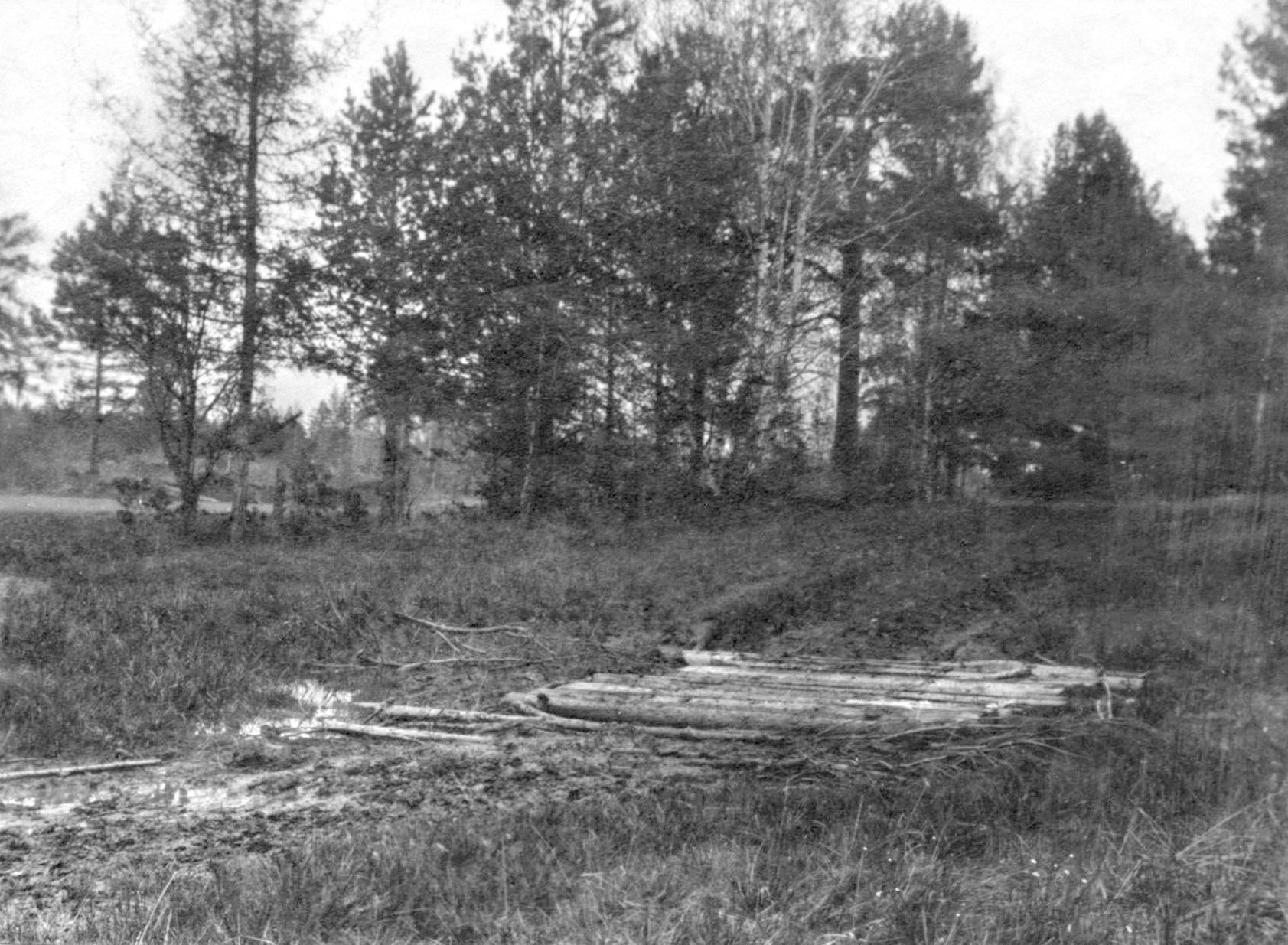
Фотография, сделанная Соколовым около железнодорожных путей деревни Коптяки

Соколов придавал большое значение показаниям крестьян деревни Коптяки, зафиксированным в протоколах допросов, проведённых следователем А. П. Намёткиным 3 августа 1918 года, в частности, показаниям Михаила Дмитриевича Алферова, рассказавшего, что после снятия оцепления крестьяне обнаружили около одной из заброшенных шахт остатки одежды и обуви, а также «крест с зелёными камнями», опознанный Т. И. Чемодуровым как принадлежавший Александре Фёдоровне:119—120. Соколов и сам подробно допрашивал крестьян, оказавшихся свидетелями странной деятельности близ деревни Коптяки 17—19 июля.
Свидетели сообщали о передвижении грузовых и легковых автомобилей, телег и всадников в районе Ганиной Ямы, которая в период с 17 по 19 июля 1918 г. была оцеплена красногвардейцами, и о том, что грузовики и телеги прибыли в город без трупов, а утром 19 июля оцепление было снято; поблизости от шахты был обнаружен след автомобиля; свидетели из Екатеринбурга Пётр и Александр Леоновы показали, что взятый в советском гараже грузовик вернулся утром 19 июля.
Соколов пишет, что в эти дни также слышались взрывы гранат.
Соколову удалось найти два распоряжения, выписанные Петром Войковым, предъявленные 17 июля 1918 года в аптекарском магазине «Русское общество» с требованием выдать служащему комиссариата снабжения Зимину серную кислоту: в первом требовании пять пудов, во втором — ещё три кувшина. В общей сложности Зимину было выдано 11 пудов 4 фунта серной кислоты, за которые на следующий день было уплачено 196 рублей 50 копеек. По утверждению Соколова, кислота была доставлена на рудник 17 и 18 июля.
На руднике им были найдены следы двух больших костров. Там же были найдены десятки предметов, которые могли иметь отношение к царской семье. Многие предметы обгорели, некоторые были разрушены.

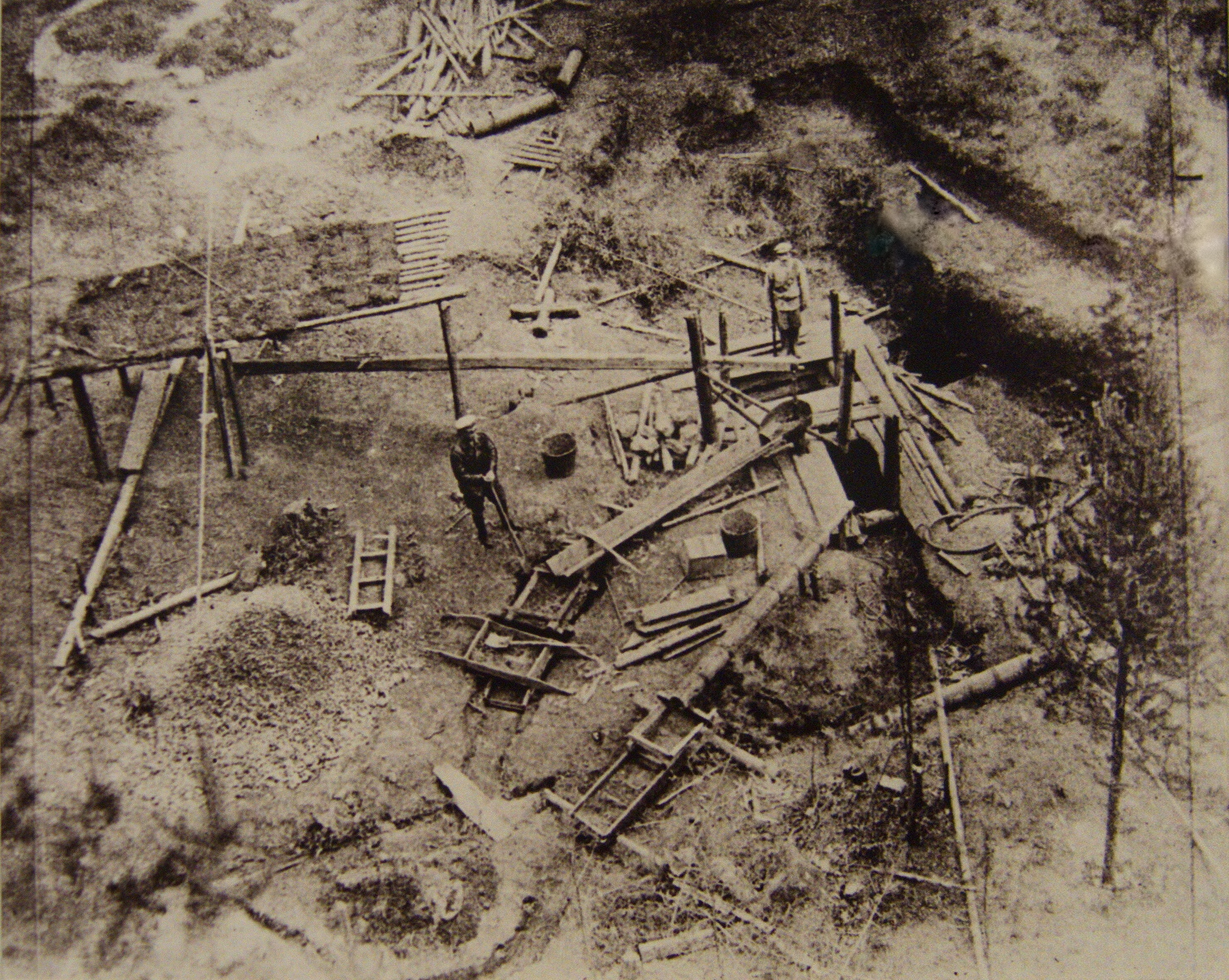
Раскопки рудника в 1919 году

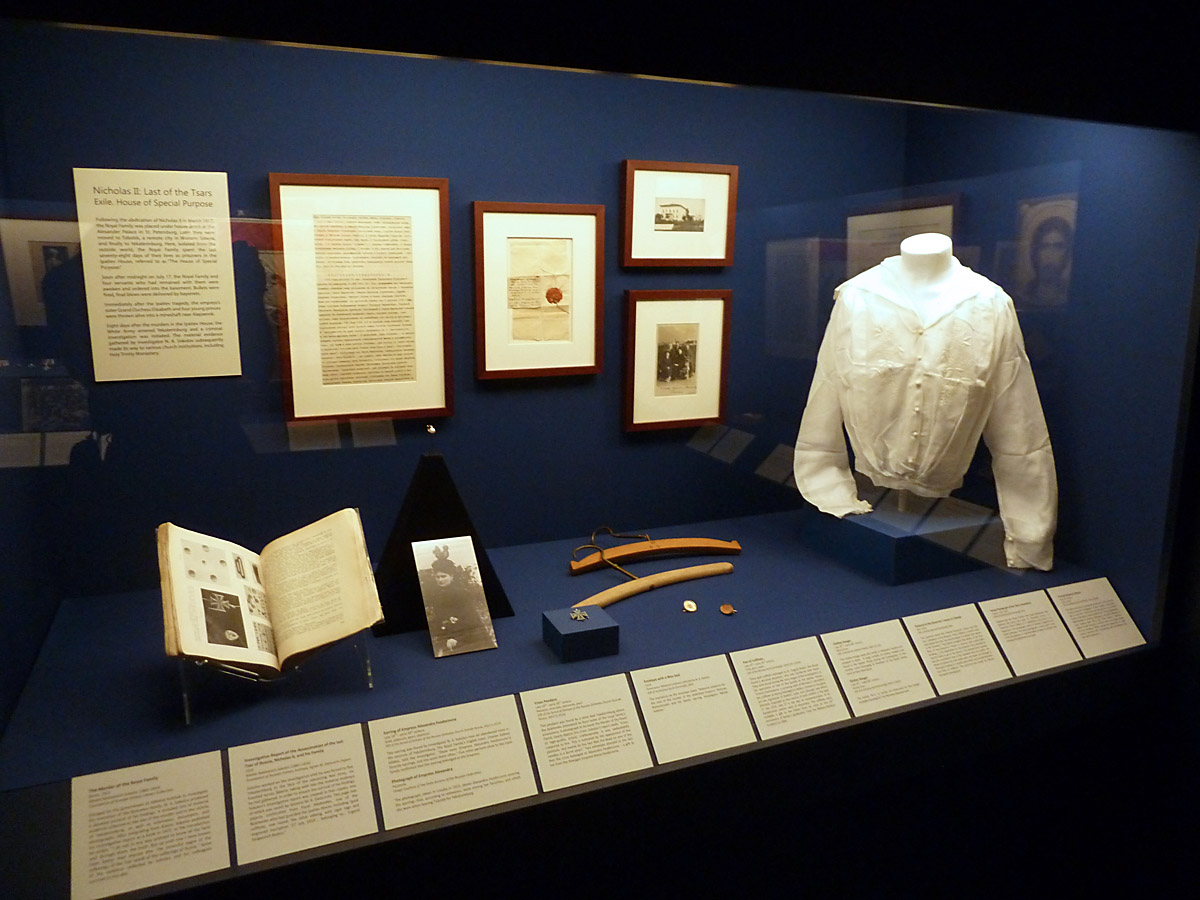
Вещи, принадлежавшие царской семье, найденные комиссией Соколова. В настоящий момент выставлены в Свято-Троицкой духовной семинарии в Джорданвилле

Ранее входившие в царскую свиту Гиббс, Занотти, Теглева, Эрсберг, Волков, Тутельберг и свидетели Иванов, Битнер показали, что некоторые из этих предметов принадлежали царской семье: принадлежавший великой княжне Ольге образ Николая Чудотворца, воинский значок царицы, пряжка от пояса Алексея и т. д.
В числе прочего были обнаружены: искусственная челюсть (вероятно, доктора Евгения Боткина), 24 кусочка свинца, две пули от револьвера системы «Наган» и одна оболочка от такой же пули, человеческий палец, сброшенный в шахту «труп собаки самки» с пробитым черепом (скорее всего — собачки Джемми великой княжны Анастасии), «осколки костей млекопитающего», обожжённые и разрубленные. Соколову не удалось установить, являются ли кости млекопитающего именно человеческими. Осталось неизвестным, чей именно палец был обнаружен. Экспертиза установила, что это палец взрослого человека средних лет. В книге Соколова «Убийство царской семьи» упомянуты также «куски сальных масс, смешанных с землёй».
Иных трупов, за исключением трупа собаки и останков пяти военнопленных-австрийцев в близлежащих заброшенных шахтах, следствием обнаружено не было, несмотря на поиски во всех шахтах прилегающей местности.
Ни одного из участников уничтожения и захоронения останков следствию в 1918—1924 годах найти и допросить не удалось. За пределами оцеплявшегося красноармейцами участка Соколов проводил лишь поверхностный осмотр территории по пути движения транспорта.
Исходя из имеющихся у него материалов, Соколов сделал следующие выводы: трупы были привезены на рудник под покровом темноты «ранним утром» 17 июля 1918 года. Одежда была грубо разрезана (обнаружены повреждения на пуговицах, крючках и петлях). Затем сами трупы были разрублены и целиком уничтожены с помощью огня и серной кислоты. При этом из тел расстрелянных вытопились сало и свинец из пуль. Появление на руднике многочисленных драгоценностей Соколов объяснил тем, что, в соответствии с показаниями свидетельницы Теглевой, великие княжны тайно зашили их в свою одежду. Во время захоронения некоторые драгоценности остались незамеченными.

#### Версия Вильтона
Работа члена следственной команды Роберта Вильтона «Последние дни Романовых» целиком основана на материалах следствия Соколова (на тот момент ещё не опубликованных) и содержит тот же фактический материал с теми же выводами. В целом Вильтон пришёл к выводу, что:

По-видимому, убийцы предполагали сперва, уничтожив одежду с помощью бензина, бросить изуродованные, обезглавленные трупы в шахту через большой колодец и, взорвав срубы гранатами, засыпать следы — так поступили в Алапаевске. Но сруб оказался слишком крепок. Тогда было срочно отправлено в город требование доставки серной кислоты… Вот почему работа заняла так много времени, с утра 4(17) по 6(19) июля. Легко становится уяснить себе рассказы о том, что «хоронили и перехоранивали». Но это обстоятельство искусственно раздувалось большевицкими агентами и теми непрошеными охотниками, которые всегда впутываются во всякое крупное следствие.

Вильтон настаивал на том, что трупы были целиком уничтожены в районе заброшенной шахты, а сообщения о последующем перезахоранивании являются дезинформацией, пущенной самими большевиками («сказка о погребении тел, распространявшаяся большевицкими агентами, окончательно уступила место версии о полном уничтожении трупов»).
При этом в распоряжении следствия было по крайней мере одно свидетельство того, что перезахоронение всё-таки имело место. Случайный свидетель завхоз Верх-Исетского партийного клуба Прохкопий Кутенков подслушал разговор нескольких членов похоронной команды. Один из них, Александр Костоусов, заметил, что «второй день приходится возиться. Вчера хоронили, а сегодня перехоранивали».
Данное свидетельство было получено ещё до начала следствия Соколова и в декабре 1918 года было направлено министру юстиции правительства адмирала Колчака С. С. Старынкевичу:204—207.

### Сообщения о фальшивом судебном процессе в Перми
В материалах дела следователя Соколова упоминается о фальшивом судебном процессе над подставными участниками расстрела царской семьи, предположительно организованном большевиками в Перми в сентябре 1918 года. Утверждается, что ревтрибунал под председательством Матвеева привлёк к суду 38 человек, в первую очередь — бывших членов Екатеринбургского совета левых эсеров Яхонтова, Грузинова и Малютина, а также двух женщин, Марию Апраксину и Елизавету Миронову. Из обвиняемых были приговорены к расстрелу пять вышеупомянутых, а также девять «красногвардейцев» за грабежи (в источнике упоминаются именно «красногвардейцы», хотя на сентябрь 1918 года Красная Гвардия уже была включена в состав РККА).
Указанное сообщение было взято Соколовым из эмигрантской газеты «Шанхайская жизнь», купленной им в Шанхае в 1920 году и, в свою очередь, ссылавшейся на неуказанный номер «Правды». Вильтон и Дитерихс также повторяют это сообщение, со ссылкой уже прямо на «Правду». В книге Вильтона указано, что суд состоялся не в 1918, а в 1919 году, и к нему было привлечено не 38 человек, а 28:420. Кроме того, Вильтон приписывает обвиняемому Яхонтову показания, что последними словами царя якобы были «за смерть царя Россия проклянет большевиков», хотя в сообщении «Шанхайской газеты» такого не упоминается. Также о 1919 годе упоминает бывший член царской свиты Пьер Жильяр в своей работе «Император Николай II и его семья»: «Они [большевики] стали тогда обвинять социалистов-революционеров в том, что они виновники преступления и что они хотели таким путём скомпрометировать партию большевиков. В сентябре 1919 года двадцать восемь человек были арестованы ими в Перми и судимы по ложному обвинению в участии в убийстве Царской семьи. Пять из них были присуждены к смерти и казнены».
На самом деле в выпусках самой «Правды» подобных сообщений не обнаружено:421, кроме того, среди членов Екатеринбургского совета никогда не было указанных лиц. Возможно, указанное сообщение является фальсификацией газеты «Шанхайская жизнь». Тем не менее, информация о фальшивом процессе широко разошлась: о нём пишет, например, Ричард Пайпс со ссылкой на Вильтона.

## Нахождение и идентификация останков царской семьи
Летом 1979 года группа Александра Авдонина и Гелия Рябова, используя старые карты, информацию из книг, архивные материалы и воспоминания, обнаружила под Свердловском в районе бывшей будки железнодорожного переезда 184 км в Поросёнковом логу захоронение нескольких человек, которое, как установлено, является захоронением Николая II, Александры Фёдоровны, их дочерей Ольги, Татьяны и Анастасии, а также лиц царской свиты, расстрелянных 17 июля 1918 года. Найденные останки, однако, закопали обратно.
В 1991 году в связи с заявлением Авдонина о том, что ему известно место захоронения царской семьи, прокуратурой Свердловской области были проведены раскопки на том же самом месте. Были проведены работы по идентификации, которые подтвердили принадлежность останков семье Николая II и лицам его окружения. Останки царевича Алексея и княжны Марии найдены не были.
Материалы правительственной Комиссии по изучению вопросов, связанных с исследованием и перезахоронением останков российского императора Николая II и членов его семьи, опубликованы. Криминалист Сергей Никитин в 1994 году выполнил реконструкцию облика обладателей найденных черепов по методу Герасимова.

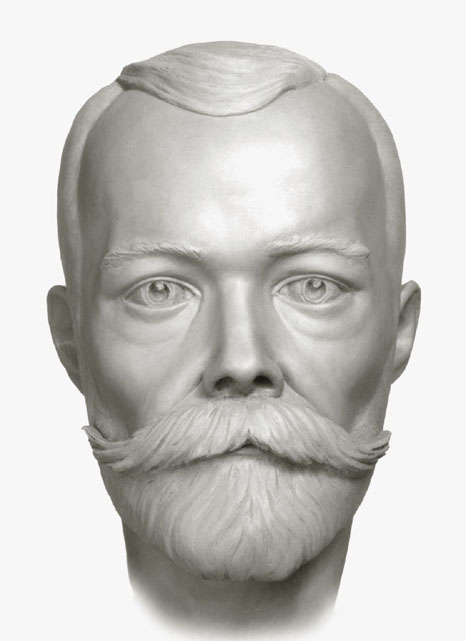
Николай II
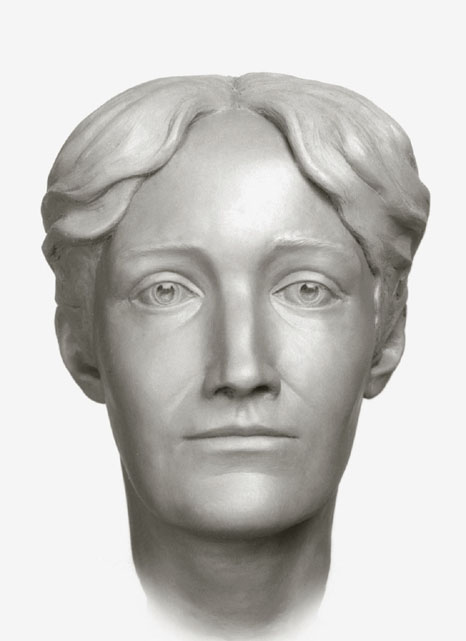
Александра Фёдоровна
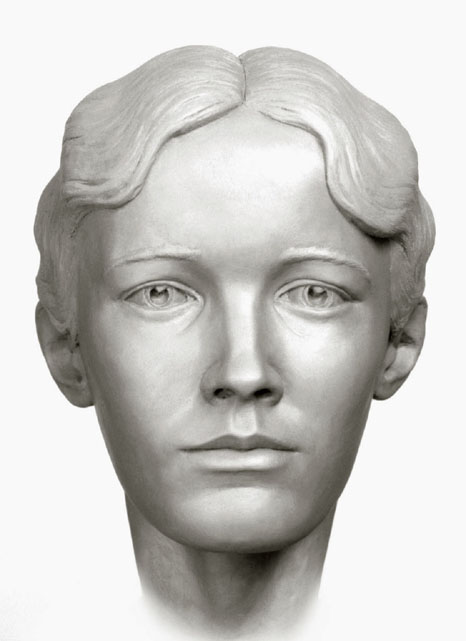
Ольга Николаевна
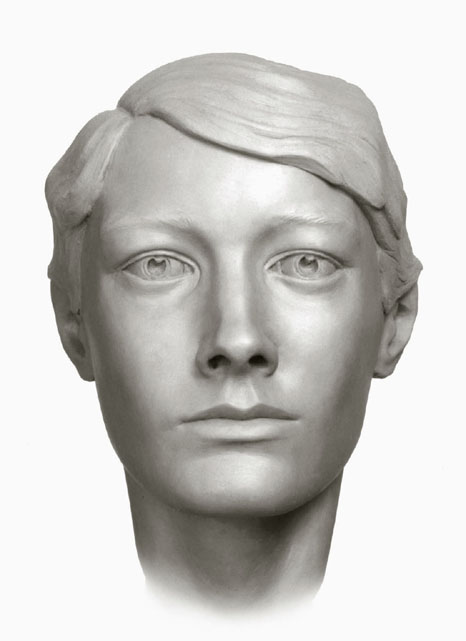
Татьяна Николаевна
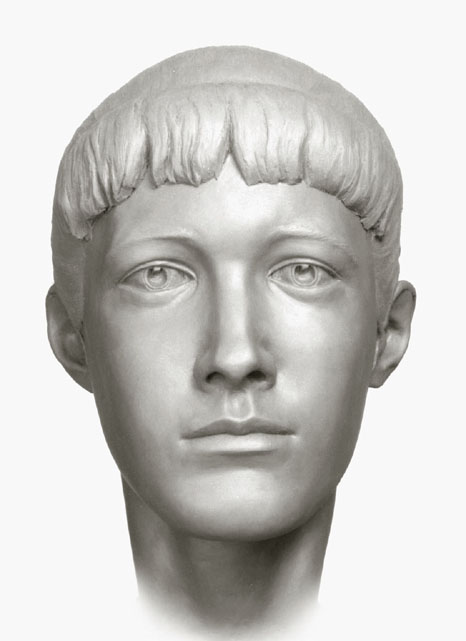
Анастасия Николаевна
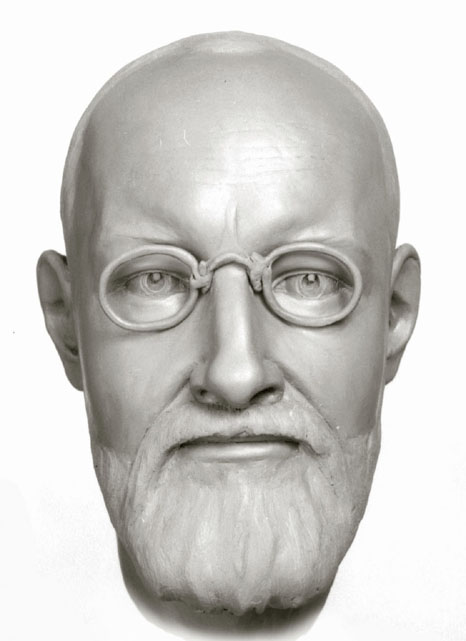
Доктор Боткин
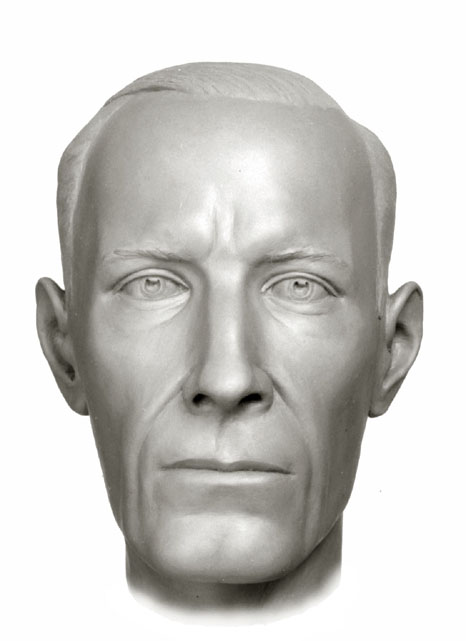
Камердинер Трупп
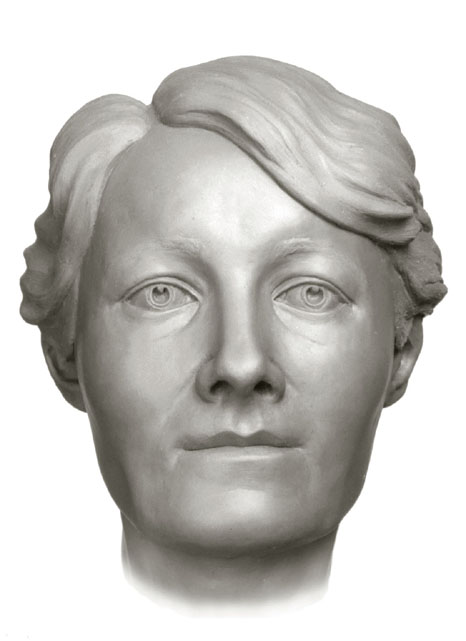
Анна Демидова, горничная

В июне 2007 года было принято решение возобновить поиски на Старой Коптяковской дороге с целью обнаружить предполагаемое место второго захоронения останков членов императорской семьи.
Андрей Григорьев, заместитель генерального директора Научно-производственного центра по охране и использованию памятников истории и культуры Свердловской области: «От уральского краеведа В. В. Шитова я узнал о том, что в архиве хранятся документы, в которых рассказывается о пребывании царской семьи в Екатеринбурге и её последующем убийстве, а также о попытке сокрытия их останков. До конца 2006 года начать поисковые работы мы не смогли. 29 июля 2007 года в результате поисков мы наткнулись на находки».
Недалеко от вскрытого в 1991 году места захоронения царской семьи были обнаружены фрагментированные кости, металлические изделия (гвозди, уголки от деревянных ящиков), пули, фрагменты керамики. Согласно предварительному анализу, кости — человеческие и принадлежат двум молодым индивидуумам. Фрагменты керамики идентичны найденным в первом захоронении, и, вероятно, являются обломками керамических сосудов с серной кислотой. Железные уголки и гвозди, вероятно, скрепляли деревянные ящики для этих сосудов.
17 августа 2007 года фрагменты останков были переданы в Бюро судебно-медицинской экспертизы. 21 августа 2007 года Генеральная прокуратура России возобновила расследование по уголовному делу № 18/123666-93, которое ранее было возбуждено в связи с обнаружением захоронения на Старой Коптяковской дороге.
На предполагаемых останках детей Николая II были обнаружены следы разрубания. Об этом сообщил начальник отдела археологии научно-производственного центра по охране и использованию памятников истории и культуры Свердловской области Сергей Погорелов. «Следы того, что тела были разрублены, найдены на плечевой кости, принадлежащей мужчине, и на фрагменте черепа, идентифицированного как женский. Кроме того, на черепе мужчины обнаружено полностью сохранившееся овальное отверстие, возможно, это след от пули», — пояснил Сергей Погорелов.
В 2008 году генетический анализ, проведённый экспертами в США, подтвердил, что обнаруженные в 2007 году под Екатеринбургом останки принадлежат детям Николая II. В июле 2008 года данную информацию официально подтвердил Следственный комитет при Прокуратуре РФ, сообщив, что экспертиза останков, найденных в 2007 году на старой Коптяковской дороге, установила: обнаруженные останки принадлежат детям Николая II — великой княжне Марии и цесаревичу Алексею.

## Расследование конца XX и начала XXI веков
Обстоятельства гибели царской семьи расследовались в рамках уголовного дела № 18/123666-93, возбуждённого 19 августа 1993 года по указанию Генерального прокурора Российской Федерации. Для поиска и исследования материалов, имеющих отношение к этим событиям, следствием совместно с Правительственной Комиссией по расследованию обстоятельств гибели и захоронения останков императора Николая II и членов его семьи была создана группа экспертов в области истории и архивного дела во главе с академиком И. Д. Ковальченко:207, 221.
Основные исследования проводились в государственных и ведомственных архивах Москвы, Санкт-Петербурга, Екатеринбурга. Были организованы тематические запросы во все архивы России, с помощью посольских служб Министерства иностранных дел РФ осуществлён поиск в других странах; были изучены материалы ряда государственных и частных архивов США, Великобритании, ФРГ, Дании, Архива Великого князя Лихтенштейнского, частных собраний семьи Карповых, Мстислава Ростроповича. Историком Сергеем Мироненко и прокурором-криминалистом Владимиром Соловьёвым осуществлялся поиск данных, связанных с темой расстрела царской семьи, в Великобритании, Германии, Австрии, Швейцарии, княжестве Лихтенштейн, Бельгии и США.
Были выявлены и изучены следующие комплексы источников:
1. Официальные документы, в которых сообщалось об обстоятельствах расстрела в Екатеринбурге.
2. Дипломатические документы.
3. Материалы расследования, проводившегося следственными органами белых властей, и воспоминания участников расследования.
4. Воспоминания участников расстрела и захоронения и близких к ним лиц.
5. Публикации авторов, которые непосредственно не принимали участия в событиях и передавали информацию из источников разной степени достоверности[20].

### Захоронение
Старший прокурор-криминалист Главного следственного управления Генеральной прокуратуры РФ Соловьёв В. Н. провёл сравнительный анализ советских источников (воспоминания участников событий) и материалов следствия Соколова.
Были рассмотрены воспоминания коменданта Дома Ипатьева Юровского («Записка Юровского» и более поздняя запись 1934 года) и также участвовавших в захоронении красногвардейца Сухорукова и чекиста Родзинского. Эти свидетельства были сопоставлены друг с другом, а также с протоколом осмотра места, обозначенного как Поросёнков лог, следователем Соколовым и протоколом осмотра этого места прокуратурой Свердловской области 11—13 июля 1991 года. По воспоминаниям Юровского, в данном месте расстрелянные были захоронены окончательно.
В 1991 году, согласно протоколу, при осуществлении поисковой работы были сделаны раскопы, в одном из которых было обнаружено «захоронение нескольких людей в виде сложенных друг на друга скелетированных останков», обнаружены остатки керамики. Также была найдена икона с надписью: «Взято 01.06.79 возвращено 07. 07. 1980 г.».
В протоколе осмотра данного места следователем Соколовым в 1919 году оно описано как понижение дороги, на котором «набросан мостик» из нескольких новых брёвен и старых шпал. В материалах Соколова также имеется свидетельство железнодорожного сторожа Лобухина, что в данном месте в период, когда район был оцеплен, длительное время стоял грузовой автомобиль.
Исходя из этих материалов, следователь Владимир Соловьёв сделал следующий вывод:

Сравнение материалов участников захоронения и уничтожения трупов и документов из следственного дела Соколова Н. А. о маршрутах передвижения и манипуляциях с трупами дают основания для утверждения о том, что описываются одни и те же места, возле шахты # 7, у переезда # 184. Действительно, Юровский и другие сжигали одежду и обувь на месте, исследованном Магницким и Соколовым, при захоронении использовалась серная кислота, два трупа, но не все, были сожжены. Детальное сопоставление этих и иных материалов дела дает основания для утверждения, что существенных, исключающих друг друга противоречий в «советских материалах» и материалах Соколова Н. А. нет, имеется лишь различное истолкование одних и тех же событий.

В записке, поданной на имя Патриарха Алексия II (1998 год), Соловьёв также указал, что «место захоронения, указанное в „записке [Юровского]“, точно соответствует „мостику“ из шпал, о котором писали Н. А. Соколов и М. К. Дитерихс (имеются их планы и фотографии этого места)», и «на сегодня каких-либо данных, существенно не совпадающих с материалами следствия, организованного правительством Колчака, не имеется». Соловьёв также указал, что, согласно данным исследования, «…при условиях, в которых производилось уничтожение трупов, невозможно было полностью уничтожить останки, используя серную кислоту и горючие материалы, указанные в следственном деле Соколова Н. А. и воспоминаниях участников событий».
В ходе следствия была проверена версия о предполагаемом полном уничтожении трупов с помощью серной кислоты и огня. С этой целью были проведены специальные исследования, установившие, что с помощью имевшихся в распоряжении Юровского 120—180 литров керосина и 170 литров серной кислоты уничтожить два трупа за несколько часов невозможно.
По мнению генерального прокурора РФ Юрия Скуратова, «данные, приведённые в „соколовском деле“, говорят о том, что в нём нет фактов, серьёзно противоречащих изложению событий Юровским».

### Расстрел
Были рассмотрены воспоминания лиц, которые участвовали в расстреле лично:
- Якова Юровского, коменданта Дома особого назначения,
- Михаила Медведева (Кудрина),
- заместителя коменданта Григория Никулина,
- уральского чекиста М. Кабанова (?)[прим 5] (запись 1965 года на магнитную ленту и сохранившееся частное письмо М. М. Медведеву),
- Петра Ермакова,
- Павла Медведева (показания, данные следствию в 1919 году).

Также были рассмотрены показания следователю Соколову бывших охранников Дома Ипатьева, лично в расстреле не участвовавших:
- охранника Проскурякова,
- разводящего А. А. Якимова.

Рассмотрев всю совокупность этих свидетельств, следователь Соловьёв пришёл к выводу, что в описании расстрела они не противоречат друг другу, различаясь лишь в мелких деталях:

Сопоставление воспоминаний участников расстрела и захоронения Юровского, Никулина, Медведева (Кудрина), Стрекотина, Медведева, Ермакова, Кабанова, не знавших о том, какие показания были даны колчаковскому следствию Медведевым, Якимовым и Проскуряковым говорит о том, что все они достаточно объективны. Несколько различаясь в мелких деталях, что естественно, когда человек не был предварительно «подготовлен», указанные лица говорят о том, что одновременно в полуподвальном помещении в ночь с 16 на 17 июля 1918 г. были расстреляны все члены царской семьи, слуги и лейб-медик Боткин. Упоминаются такие детали, как то, что в комнату были внесены стулья, что Николай II и Александра Федоровна погибли сразу, а царевича Алексея, горничную Демидову и Великую княжну Анастасию пришлось «достреливать» и «докалывать». Одинаково описывается транспорт, предназначенный для перевозки трупов.

При этом следователь Соловьёв также отметил разночтения между воспоминаниями П. З. Ермакова и остальными имеющимися материалами в отношении расстрела и захоронения: «Ряд деталей его воспоминаний вызывает серьёзные сомнения».
Соловьёв полностью отверг «ритуальную версию» (см. раздел Альтернативные теории статьи Расстрел царской семьи), указав, что большинство участников обсуждения способа убийства было русскими, в самом убийстве принимал участие только один еврей (Юровский), а остальные были русскими и латышами. Нет данных, позволяющих утверждать о ритуальном характере обращения с трупами. Надпись на стене не даёт никаких оснований для утверждения о ритуальном характере действий инициаторов и участников расстрела, поскольку нет данных о том, что автор стиха Гейне участвовал в каких-либо иудейских религиозных течениях, «скорее наоборот, это был крещёный ассимилированный еврей»; также «не имеется ни одного упоминания исследователей „ритуальных убийств“ о том, что стихи Гейне включены в священные тексты или „ритуальные действа“ евреев».

Относительно так называемых «каббалистических» знаков, обнаруженных на стене комнаты, где был осуществлён расстрел, Соловьёв пришёл к выводу, что 
…в своём исследовании Энель [русский эмигрант Михаил Скарятин] не смог доказать того, что «каббалистические» знаки являются надписью, а, например, не «пробой пера», не смог убедительно доказать, что каждый из «знаков» сопоставим с определённым алфавитом; не смог доказать и того, что данные знаки ранее использовались при исполнении определённых религиозных ритуалов.
Следствием была опровергнута также продвигавшаяся М. К. Дитерихсом версия об «отрубании голов» в ритуальных целях. Согласно заключению судебно-медицинской экспертизы, на шейных позвонках всех скелетов отсутствуют следы посмертного отчленения голов.
В качестве следователя по особо важным делам Главного следственного управления Следственного комитета при Прокуратуре Российской Федерации, который вёл уголовное дело по факту гибели царской семьи, В. Н. Соловьёв заявил, что «на сегодня нет ни одного достоверного документа, который бы доказывал инициативу Ленина и Свердлова». Вместе с тем на вопрос о том, есть ли вина Ленина и Свердлова в расстреле царской семьи, он ответил:

Я считаю, безусловно, она есть. 18 июля 1918 года, узнав, что убита вся семья, они официально одобрили расстрел, ни один из организаторов и участников расстрела не понёс никакого наказания.
Между тем, историк А. Г. Латышев отмечает, что если Президиум ВЦИК под председательством Свердлова одобрил (признал правильным) решение Уралоблсовета о расстреле Николая II, то возглавлявшийся Лениным Совнарком это решение лишь «принял к сведению»:131. О расстреле семьи Николая II в официальных постановлениях Президиума ВЦИК и Совнаркома от 18 июля не говорилось. Вопрос о том, знало ли советское руководство к этому времени о её расстреле, в современной историографии остаётся открытым. «Одобрив сообщение о переводе семьи в „надёжное место“, Москва официально больше никогда не возвращалась к вопросу о семье», — пишет историк Г. З. Иоффе. Историк Л. А. Лыкова утверждает, что телеграмма о расстреле всей семьи была получена в Москве ещё вечером 17 июля 1918 года.
В октябре 2011 года следователь Соловьёв передал представителям дома Романовых постановление о прекращении расследования дела. В официальном заключении Следственного комитета России, оглашённом в октябре 2011 года, указывалось, что следствие не располагает документальными доказательствами причастности Ленина либо кого-то другого из высшего руководства большевиков к расстрелу царской семьи. Современные российские историки указывают на несостоятельность выводов о якобы непричастности лидеров большевиков к убийству на основании отсутствия в современных архивах документов прямого действия: Ленин практиковал личное принятие и отдачу самых кардинальных распоряжений на места тайно и в высшей степени конспиративно:388:265. По мнению А. Н. Боханова, ни Ленин, ни его окружение не отдавали и ни за что не стали бы по вопросу, связанному с убийством царской семьи, отдавать письменные приказы. Кроме того, А. Н. Боханов отмечал, что «очень многие события в истории не отражены документами прямого действия», в чём нет ничего удивительного:388. Позиция Канцелярии Дома Романовых соответствует разъяснениям А. Н. Боханова, её директор Александр Закатов прокомментировал это постановление таким образом, что представители Романовых полагают, что лидеры большевиков могли отдавать не письменные приказы, а устные распоряжения.
Проанализировав отношение руководства партии большевиков и советского правительства к решению вопроса о судьбе царской семьи, следствие отметило крайнюю обострённость политической обстановки в июле 1918 года в связи с рядом событий, в числе которых было убийство 6 июля левым эсером Я. Г. Блюмкиным германского посла В. Мирбаха с целью привести к разрыву Брестского мира. В этих условиях расстрел царской семьи мог оказать негативное влияние на дальнейшие отношения между РСФСР и Германией, поскольку Александра Фёдоровна и её дочери были «германскими принцессами». Не исключалась возможность выдачи одного или нескольких членов царской семьи Германии для того, чтобы смягчить остроту возникшего в результате убийства посла конфликта. Иная позиция по этому вопросу была, по данным следствия, у руководителей Урала, Президиум областного совета которого готов был уничтожить Романовых ещё в апреле 1918 года во время их перевода из Тобольска в Екатеринбург.
В воспоминаниях, посвященных обнаружению «смоленского архива» в послевоенной Германии, князь Алексей Павлович Щербатов писал: «В архиве попадались специальные, для служащих ЧК, газеты — „Красный меч“ и „Новости ВЧК“. В последней оказалась телеграмма следующего содержания: „от 21 июля 1918 года СОВЕРШЕННО СЕКРЕТНО Т. Рубинштейну зав. пер. части См. Губ. ЧК. Получена телеграмма Сафарова. Николай Романов и семья расстреляны в Екатеринбурге по приказу ЦИКа. Ф. Дзержинский“. Телеграмма находилась в зеленой папке опер. отдела с пометкой „секретная информация“.».